# Pediobius fujianensis
Pediobius fujianensis is een vliesvleugelig insect uit de familie Eulophidae. De wetenschappelijke naam is voor het eerst geldig gepubliceerd in 1992 door Sheng & Li.